# Стрельцов, Михаил Николаевич
Михаи́л Никола́евич Стрельцо́в (род. 26 ноября 1929) — советский, российский дипломат. Чрезвычайный и полномочный посланник 1 класса. 

## Биография
На дипломатической работе с 1952 года.
- В 1952—1956 годах — сотрудник миссии, затем (с 1953) посольства СССР в Финляндии.
- В 1956—1962 годах — сотрудник центрального аппарата МИД СССР.
- В 1962—1967 годах — сотрудник посольства СССР в Швеции.
- В 1967—1970 годах — сотрудник центрального аппарата МИД СССР.
- В 1970—1972 годах — советник посольства СССР в Швеции.
- В 1972—1978 годах — советник-посланник посольства СССР в Финляндии.
- В 1978—1979 годах — сотрудник центрального аппарата МИД СССР.
- С 16 июля 1979 по 12 июля 1984 года — чрезвычайный и полномочный посол СССР в Исландии[1].
- С 1984 года — на ответственной работе в центральном аппарате МИД СССР.
- С 26 июня 1993 по 4 сентября 1995 года — представитель России в Совместной российско-американской комиссии по соблюдению и инспекциям[2][3].

## Награды и почётные звания
- Заслуженный работник дипломатической службы Российской Федерации (16 декабря 2009) — За большой вклад в реализацию внешнеполитического курса Российской Федерации, многолетнюю безупречную дипломатическую службу[4].